# Service de renseignement de l'armée de l'air
Le Service de renseignement de l’armée de l’air (en arabe : إدارة المخابرات الجوية, Idarat al-Mukhabarat al-Jawiyya, en anglais : Air Force Intelligence Directorate), est un des quatre principaux services de renseignement de la Syrie durant la période baasiste, qui gère de nombreux centres de détention connus pour leur cruauté et leur pratique systématique de la torture,. Fondé en 1963, il est dissous à la chute du régime Assad.

## Historique

### Fondation et activités
Fondé en 1963, c'est probablement le plus puissant service de renseignement de Syrie et le plus redouté. Il est important notamment en raison de la carrière d'Hafez al-Assad lui-même, comme officier dans l'Armée de l'air syrienne.
Malgré son nom, il est principalement impliqué dans des questions autres que le renseignement de l'armée de l'air, et participe activement à la répression de la rébellion des Frères musulmans dans les années 1980, ainsi qu'à des opérations de terrorisme à l'étranger. Souvent, des agents de ce service sont basés dans des ambassades syriennes ou dans des succursales de la compagnie aérienne nationale Syrian Arab Airlines.  
Pendant presque trente ans, son chef est Muhammad al-Khouli (en), qui a la confiance d'Hafez el-Assad et qui a un bureau à côté du sien dans le palais présidentiel. En 1995, son chef est Ibrahim Huwayji (en). En 2006, le service n'est toujours pas soumis à un contrôle administratif. En 2009, Jamil Hassan prend la direction de ce service de renseignement, il est remplacé en juillet 2019 par son adjoint Ghassan Ismaïl (en).

### Guerre civile syrienne
Fin avril 2011, des membres du renseignement de l'armée de l'air utilisent du gaz lacrymogène et tirent à balles réelles pour disperser des manifestants qui sont descendus dans les rues de Damas et d'autres villes après la prière du midi, tuant au moins 43 personnes, selon les États-Unis. Le mois suivant, l'UE déclare que le général Hassan est « impliqué dans la répression contre la population civile » durant les récents troubles anti-gouvernementaux, et lui impose une interdiction de voyager et un gel de ses avoirs. Il fait partie du cercle restreint de Bachar el-Assad.
Le Service prend également part aux efforts pour réprimer les manifestations de 2011 contre le gouvernement de Bachar el-Assad. Il est connu pour avoir été actif dans la ville de Talkalakh près de la frontière libanaise et pour son rôle dans les actes de tortures et le décès d'Hamza al-Khatib. Cet enfant syrien de 13 ans participant à une manifestation contre le régime de Bachar el-Assad disparu 29 avril 2011 et dont le corps est rendu à sa famille 25 mai 2011, présentant de nombreuses marques de tortures.
Les renseignements de l'armée de l'air détiennent plusieurs prisons, dont la plus notable est l'aéroport militaire de Mezzeh, qui comprend un centre de détention et de torture dans ses sous-sols.
Après la chute du régime Assad, tous les services de renseignement syriens, dont celui de l'armée de l'air, sont dissous par le gouvernement de transition mené par Ahmed al-Charaa.

## Responsables
- Ghassan Ismaïl (en) (2019-2024), sous sanctions de l'Union européenne pour « violences contre la population civile pendant la guerre civile syrienne »[11].
- Directeur adjoint : Fouad Tawil (2012), sous sanctions de l'Union européenne pour « utilisation de la violence à travers la Syrie et intimidation et torture de manifestants pendant le soulèvement syrien ».
- Chef de la section d'enquête : major-général Abdulsalam Fajer Mahmoud (2011), accusé d'avoir ordonné ou commis des crimes contre l'humanité par Human Rights Watch[14],[15].
- Chef de la division des opérations spéciales : général de division Ghassan Ismaïl (2011-2019)[15].
- Chef de la division des opérations : colonel Suheil Hassan (2011)[15].

### Chefs régionaux de la Direction du renseignement de la Force aérienne
- Branche de Damas : Eyad Mandou (2012)[16]
- Branche de Homs : général de brigade Jawdat al-Ahmed (2012), accusé d'avoir « ordonné ou commis des crimes contre l'humanité »[14].
- Branche de Deraa : colonel Qusay Mihoub (2012), accusé d'avoir « ordonné ou commis des crimes contre l'humanité »[14].
- Branche de Lattaquié : colonel Suhail Al-Abdullah (2012), accusé d'avoir « ordonné ou commis des crimes contre l'humanité »[14].

### Autres services de renseignement syriens
- Idarat al-Amn al-Amm, Direction générale de la Sécurité
- Idarat al-Amn al-Siyasi, Direction de la sécurité politique
- Shu'bat al-Mukhabarat al-'Askariyya, Direction du renseignement militaire

### Divers
- Prisons et centres de détention en Syrie